# The Flaming Clue
The Flaming Clue è un film muto del 1920 diretto da Edwin L. Hollywood e sceneggiato da William B. Courtney su un soggetto di Frederic Van Rensselaer Dey. Prodotto e distribuito dalla Vitagraph Company of America, aveva come interpreti Harry T. Morey, Lucy Fox, Sidney D'Albrook.

## Trama
Ralph Cornell, agente dei servizi segreti, è sulle tracce di una banda di falsari che ha il suo quartiere generale in Old Coddington Mansion, una residenza di campagna diventata una pensione gestita dalla signora Quail e da sua figlia Betty. Le due donne non sanno che il loro pensionante, Aaron Prine, è il capo dei falsari e che sotto la casa si trova un nascondiglio che, attraverso un passaggio segreto, porta fuori oltre le mura della casa. Ralph, sotto copertura, va a stare come pensionante dalla signora Quail e lui e Betty si innamorano. Prine, il falsario, sospetta del nuovo venuto e, dopo molte avventure e scontri tra i due avversari, Ralph sarà intrappolato in cantina insieme a Ruth. I suoi uomini, però, arriveranno in tempo per salvare sia lui che la ragazza, mentre la banda di falsari finirà in manette.

## Produzione
Il film, prodotto dalla Vitagraph Company of America, venne girato con il titolo di lavorazione Detective Jim. Alcune delle scene furono girate a Bayside, Long Island, a West Chester, in Pennsylvania, e in diverse località del New Jersey.

## Distribuzione
Il copyright del film, richiesto dalla Vitagraph, fu registrato il 9 marzo 1920 con il numero LP14844.
Distribuito dalla Vitagraph Company of America, il film uscì nelle sale statunitensi il 22 marzo 1920.
Non si conoscono copie ancora esistenti della pellicola che viene considerata presumibilmente perduta.